# Миллер, Эзра
Э́зра Мэ́ттью Ми́ллер (англ. Ezra Matthew Miller; род. 30 сентября 1992, Уайкофф, Нью-Джерси, США) — американский актёр и музыкант. Наиболее известен ролями супергероя Флэша в Расширенной вселенной DC и волшебника Криденса Бэрбоуна в трилогии «Фантастические твари». За роль второго плана в мелодраме «Хорошо быть тихоней» получил ряд актёрских премий.

## Ранние годы
Эзра Миллер родился в семье танцовщицы немецкого происхождения Марты Миллер (в девичестве Кох) и старшего вице-президента издательства Hyperion Books Роберта Миллера еврейского происхождения. У него есть две старшие сестры — Сайя и Кейтлин. Чтобы побороть дефект речи, начал заниматься пением. Играл в постановках театра Метрополитен-опера, в шесть лет принял участие в премьере современной оперы Филипа Гласса «Белая Ворона». Учился в частной школе округа Хадсон «The Hudson School».

## Карьера
Эзра Миллер снимается в кино и на телевидении с 2006 года. Среди его телевизионных работ небольшие роли в сериалах «Блудливая Калифорния», «Закон и порядок: Специальный корпус» и «Дорогой доктор». На большом экране актёр долгое время появлялся преимущественно в независимых фильмах, таких как «Выпускники», «Сити-Айленд», «Помни о Гонзо», «Каждый божий день», «Родственнички», «Что-то не так с Кевином» и «Хорошо быть тихоней».
С 2016 года играет роли Криденса Бэрбоуна в серии фильмов «Фантастические твари» по романам Джоан Роулинг и Барри Аллена / Флэша в лентах Расширенной вселенной DC.
Помимо кино Миллер занимается музыкой — он барабанщик и вокалист в группе «Sons of an Illustrious Father». В данный момент музыкальный проект закрыт.
В 2021 году вместе с Лайлой Ларсон, основал группу «Oddkin», в которой является вокалистом.
В 2022 году вышли два фильма с участием Миллера: «Фантастические твари: Тайны Дамблдора» и «Быть Сальвадором Дали». В первом он сыграл Криденса Бэрбоуна, а во втором — молодого Сальвадора Дали.
В 2023 году вышел фильм «Флэш», в котором Эзра Миллер играет главную роль.
В 2025 стало известно, что актёр получил свою первую главную роль в новом фильме,  через три года после диагностирования маниакального расстройства и дальнейшей реабилитации. 

## Личная жизнь
Миллер описывает себя как квира, не идентифицируя свою личность с конкретным гендером и сексуальной ориентацией.
28 июня 2011 года в Питтсбурге, Пенсильвания, где проходили съёмки фильма «Хорошо быть тихоней», Миллер был пассажиром в автомобиле, который остановили из-за неработающих стоп-сигналов, и полицейские обнаружили у него 20 граммов марихуаны. Он был обвинён в хранении наркотиков, однако позже обвинение было снято. Вместо этого Миллер уплатил штраф в размере 600 долларов за хулиганское поведение. Миллер позже прокомментировал инцидент: «Я не знаю, есть ли необходимость скрывать тот факт, что я курю марихуану. Это безвредные травяные вещества, повышающие сенсорную активность».

## Проблемы с законом
Начиная с 2020 года, действия Миллера неоднократно становились предметом судебных разбирательств и обсуждения в СМИ и социальных сетях. Актёр был виновником инцидентов, связанных с хулиганством, нападениями и кражами со взломом, которые привели к многочисленным арестам и обвинениям, и был обвинён в груминге несовершеннолетних.

### Инцидент с удушением
6 апреля 2020 года в Твиттере появилось видео, на котором Миллер душит женщину и бросает её на землю. Variety подтвердил, что видео было снято в баре Prikið Kaffihús в Рейкьявике, который Миллер часто посещал. Сотрудник бара опознал человека на видео как Миллера, которого сотрудники вывели из помещения после произошедшего.

### Аресты на Гавайях
28 марта 2022 года Миллер был арестован на Гавайях после предполагаемой потасовки с посетителями после того, как оскорбил клиентов в караоке-баре, и был обвинён в хулиганстве и приставании.
Три недели спустя, 19 апреля 2022 года, Миллер снова был взят под стражу полицейскими Леилани-Эстейтс в Пахоа по обвинению в нападении второй степени за то, что он якобы бросил стул, который попал в 26-летнюю женщину и ранил её, после того, как актёра попросили уйти во время частной встречи. Всего через несколько часов после этого второго ареста Миллер отказался от возражений по поводу инцидента с караоке и был оштрафован на 500 долларов за хулиганство.

### Отношения с Токатой Стальной Взгляд
В июне 2022 года суд индейской резервации Стэндинг-Рок издал временный судебный приказ о защите от Миллера от имени 18-летней активистки Токаты Стальной Взгляд. Её родители, Чейз Стальной Взгляд и Сара Прыгающий Орёл, потребовали судебного решения в связи с тем, что Миллер якобы использовал «насилие, запугивание, угрозу насилия, страх, паранойю, заблуждения и наркотики», чтобы контролировать их дочь. Отношения между Миллером и Токатой Стальной Взгляд, которые начались в 2016 году, когда Миллеру было 23 года, а ей — 12 лет, также включали в себя полёт Токаты в Лондон в 2017 году, чтобы навестить Миллера на съёмках «Преступлений Грин-де-Вальда». Стальной Взгляд бросила школу в 2021 году якобы из-за Миллера. Её родители также утверждали в судебных документах, что Миллер нанёс побои их дочери и что Миллер манипулировал их дочерью, чтобы та поверила, что она — трансгендер. Позже были опубликованы текстовые и видеоответы в аккаунте Инстаграм, который, как считается, принадлежит Токате, опровергавшие обвинения её родителей; однако родители в ответ заявили, что их дочь не контролирует свои социальные сети, что Токата косвенно подтвердила, заявив в видеоответе, что не пользуется телефоном по собственному желанию. По состоянию на 10 июня 2022 года, правоохранительным органам не удалось найти Миллера, чтобы передать ему судебный приказ. Затем Миллер разместил в своём аккаунте в Инстаграм сообщения, высмеивающие попытки суда найти его.

### Обвинения в домогательствах
16 июня 2022 года мать и её двенадцатилетний ребёнок получили временный судебный приказ о предотвращении домогательств в отношении Миллера в Массачусетсе после того, как Миллер якобы угрожал семье женщины и проявлял ненадлежащее поведение по отношению к ребёнку. По словам матери и ребёнка, Миллер, который изначально был в гостях у соседа, неожиданно появился в доме семьи, одетый в бронежилет и размахивая пистолетом, прежде чем «приставать» к ребёнку, «некомфортно» касаясь его бёдер. Миллер знал данную семью с февраля, когда он проявил интерес к ребёнку из-за его «стиля и уровня зрелости». Миллер якобы предложил вместе с ребёнком запустить линию одежды и оплатить его посещение школы дизайна. По словам матери, Миллер считал ребёнка могущественным «мистическим существом», которому «повезёт, если Эзра направит и защитит его». Незадолго до того, как в июне был выдан приказ, Миллер якобы прибыл в дом семьи, одетый как ковбой, и попытался купить ребёнку лошадей.

### Инциденты на ферме в Вермонте
Как сообщает Rolling Stone, Миллер с середины апреля 2022 года предоставлял дом женщине, которую он встретил в Хило, Гавайи, и троим её детям на ферме Миллера в Стэмфорде, штат Вермонт. Как анонимные, так и названные источники, а также отец детей, утверждают, что оружие и боеприпасы легко доступны для детей в возрасте от одного года до пяти лет, и что годовалый ребёнок засунул себе в рот незакреплённую пулю. Женщина утверждает, что Миллер предложил убежище для лечения и побега от отца детей, который, по её словам, был абьюзером. В других претензиях упоминаются штурмовые винтовки, подпёртые грудами детских мягких игрушек и гости, курящие марихуану на глазах у детей в комнатах без надлежащей вентиляции. Тот же источник сообщил, что Миллер занимается крупным нелицензированным производством марихуаны, выращивая значительно больше, чем разрешено законами штата. Позже та самая мать трёх детей выступила против обвинений, касающихся Миллера, заявив, что все это ложь, и Миллер «спас» её жизнь, предложив свой дом в качестве убежища и заместив детям родительскую фигуру.

### Обвинение в краже со взломом
По данным полиции штата Вермонт, 7 августа 2022 года Миллеру было предъявлено обвинение в краже со взломом в Стэмфорде, штат Вермонт, в результате предполагаемой кражи бутылок с алкоголем из частного дома в мае 2022 года. Полиция якобы опознала Миллера по кадрам видеонаблюдения. В итоге Миллер заключил сделку о признании вины, по которому обвинение в краже со взломом было снято, он был признан виновным в незаконном проникновении на частную территорию и приговорён к штрафу с испытательным сроком.

## Фильмография
| Год       |     | Русское название                                  | Оригинальное название                       | Роль                                |
| --------- | --- | ------------------------------------------------- | ------------------------------------------- | ----------------------------------- |
| 2006      | с   | Торт из космоса                                   | Cakey! The Cake from Outer Space            | хулиган                             |
| 2007      | кор | Критический удар!                                 | Critical Hit!                               | Джек                                |
| 2008      | ф   | Выпускники                                        | Afterschool                                 | Роберт                              |
| 2008      | с   | Блудливая Калифорния                              | Californication                             | Дэмиен Паттерсон                    |
| 2009      | ф   | Сити-Айленд                                       | City Island                                 | Винни Риццо                         |
| 2009      | с   | Закон и порядок: Специальный корпус               | Law & Order: Special Victims Unit           | Итан Морс                           |
| 2009—2010 | с   | Дорогой доктор                                    | Royal Pains                                 | Такер Брайант                       |
| 2010      | ф   | Помни о Гонзо                                     | Beware the Gonzo                            | Эдди «Гонзо» Гилман                 |
| 2010      | ф   | Каждый Божий день                                 | Every Day                                   | Джона Фрид                          |
| 2011      | ф   | Родственнички                                     | Another Happy Day                           | Эллиот Хеллман                      |
| 2011      | кор | Пойманная походка                                 | Busted Walk                                 | Джей                                |
| 2011      | ф   | Что-то не так с Кевином                           | We Need to Talk About Kevin                 | Кевин Хачадурян                     |
| 2012      | ф   | Хорошо быть тихоней                               | The Perks of Being a Wallflower             | Патрик Стюарт                       |
| 2014      | ф   | Госпожа Бовари                                    | Madame Bovary                               | Леон Дюпюи                          |
| 2015      | ф   | Стэнфордский тюремный эксперимент                 | The Stanford Prison Experiment              | Дэниэл Калп / 8612                  |
| 2015      | ф   | Девушка без комплексов                            | Trainwreck                                  | Дональд                             |
| 2016      | кор | Где Уолдо?                                        | Where's Waldo?                              | агент Мурмур                        |
| 2016      | ф   | Бэтмен против Супермена: На заре справедливости   | Batman v Superman: Dawn of Justice          | Барри Аллен / Флэш                  |
| 2016      | ф   | Отряд самоубийц                                   | Suicide Squad                               | Барри Аллен / Флэш                  |
| 2016      | ф   | Фантастические твари и где они обитают            | Fantastic Beasts and Where to Find Them     | Криденс Бэрбоун / Аурелиус Дамблдор |
| 2017      | ф   | Лига справедливости                               | Justice League                              | Барри Аллен / Флэш                  |
| 2018      | ф   | Фантастические твари: Преступления Грин-де-Вальда | Fantastic Beasts: The Crimes of Grindelwald | Криденс Бэрбоун / Аурелиус Дамблдор |
| 2020      | с   | Стрела                                            | Arrow                                       | Барри Аллен / Флэш                  |
| 2020      | с   | Противостояние                                    | The Stand                                   | Мусорный Бак                        |
| 2021      | ф   | Лига справедливости Зака Снайдера                 | Zack Snyder's Justice League                | Барри Аллен / Флэш                  |
| 2021      | мс  | Неуязвимый                                        | Invincible                                  | Синклер                             |
| 2021      | ф   | Сами напросились                                  | Asking for It                               | Марк Вандерхилл                     |
| 2022      | с   | Миротворец                                        | Peacemaker                                  | Барри Аллен / Флэш                  |
| 2022      | ф   | Фантастические твари: Тайны Дамблдора             | Fantastic Beasts: The Secrets of Dumbledore | Криденс Бэрбоун / Аурелиус Дамблдор |
| 2022      | ф   | Быть Сальвадором Дали                             | Dali Land                                   | молодой Сальвадор Дали              |
| 2023      | ф   | Флэш                                              | The Flash                                   | Барри Аллен / Флэш                  |